# А я кохаю одруженого
«А я кохаю одруженого» — фільм 2008 року.

## Зміст
У Олега і Лариси роман, який триває вже рік. Олег одружений, успішний і у нього є донька підліток. Вони обоє вже не молоді, проте пристрасть неначе скинула їм десяток років. Та родина Олега дізнається про його роман на стороні і донька вирішує усунути загрозу її щасливого сімейного життя. Виходить із цього у результаті не зовсім те, що замислювалося.